# Joged

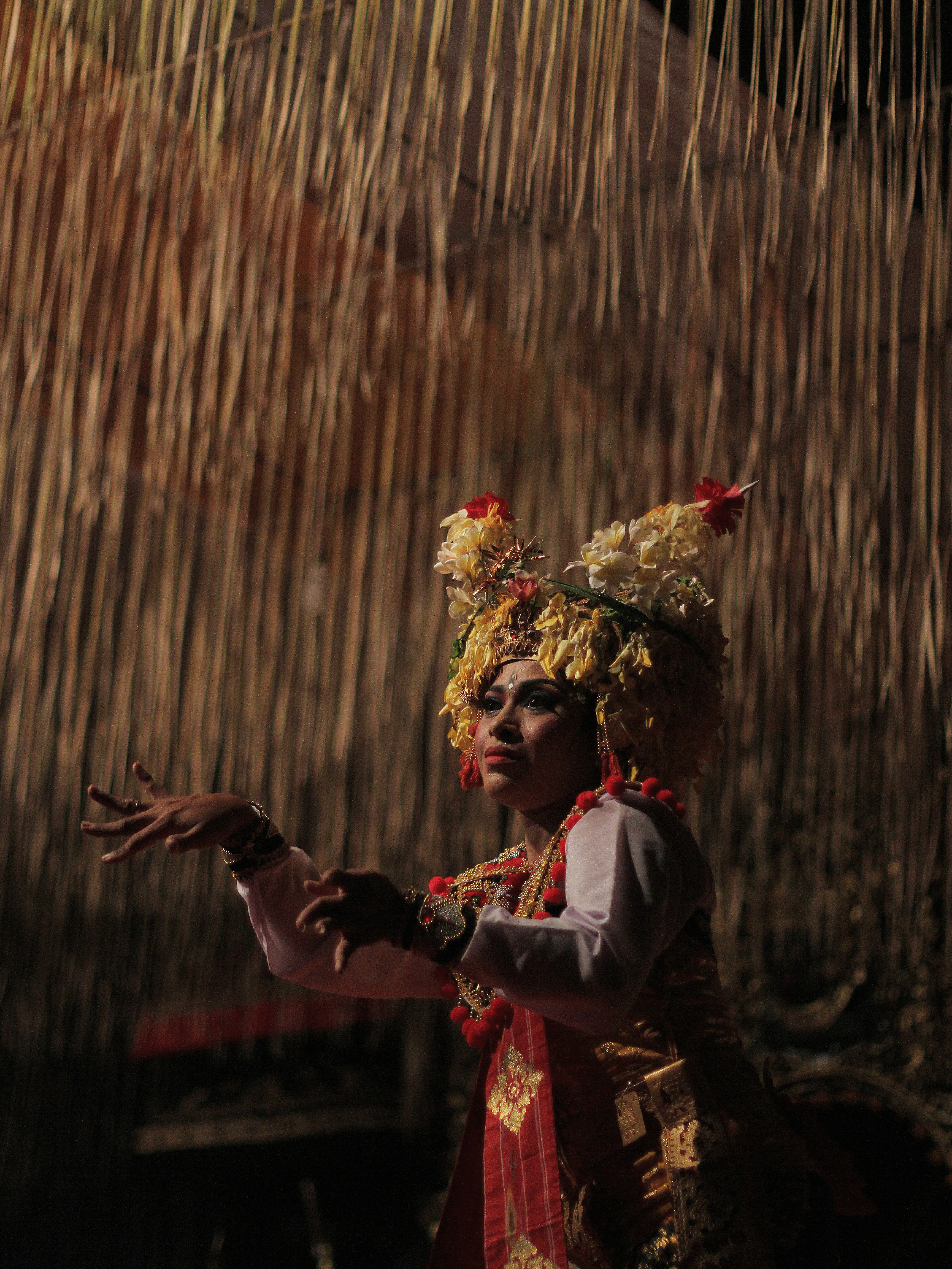
Kobieta z gelung na głowie wykonująca joged pingitan (2017)

Joged – taniec o charakterze rozrywkowym popularny na indonezyjskiej wyspie Bali. Wykonywany jest przez kobiety, z akompaniamentem zespołu gamelanowego. Bywa elementem festiwali hinduistycznych na Bali.
Taniec był pierwotnie wykonywany podczas zbiorów kawy i ryżu (charakterystyczne ruchy bioder nawiązujące do płodności). Później funkcja ta została zapomniana. Współczesna, rozrywkowa forma joged ukształtowała się po 1945 w regencji Buleleng (stanowiącej największy ośrodek tego tańca), rozprzestrzeniając się na zachód wyspy, a następnie do miasta Negara i regencji Tabanan.
Wykonywany jest w stroju tradycyjnym lub kebaya, z kwiatami we włosach. Różne długości sarongu kamen charakteryzują poszczególne rodzaje joged. Tradycyjna bawełniana spódnica, zdobiona batikowo, sięga kostek. We współczesnej formie zaczęto stosować bardziej elastyczne dzianiny z włókien sztucznych. Od lat 70. tancerki zaczęły występować w strojach kojarzonych z tańcem lelong, m.in. w nakryciu głowy gelung.
Joged nawiązuje do indonezyjskich styli tanecznych gandrung (Jawa Wschodnia), tayuban (Jawa Środkowa) i jaipongan (Jawa Zachodnia). Jego najpopularniejszą odmianą jest joged bumbung tańczona przy akompaniamencie instrumentów gamelanowych takich jak angklung, gong pulu, grantang, kendang, rindik i tingklik, jak również gitary elektrycznej i keyboardu. Odmiana joged gandrung wykonywana jest przez chłopca w kobiecym stroju. Odmiana joged pingitan związana jest z przedstawieniami o Calon Arang. Wśród młodzieży zainteresowaniem cieszy się joged tańczone do muzyki dangdut oraz odmiana joged porno związana ze striptizem.